# Manfred Puck
Manfred Puck (* 17. Mai 1941) ist ein ehemaliger deutscher Badmintonspieler.

## Karriere
Manfred Puck gewann bei den deutschen Einzelmeisterschaften 1960 Bronze im Herrendoppel mit Jürgen Jipp gefolgt von Silber mit dem Team des VfB Lübeck bei der Mannschaftsmeisterschaft des gleichen Jahres. 1961 gewannen Puck und Jipp die Herrendoppelkonkurrenz und wurden erneut Vizemeister mit dem VfB. 1962 siegte Manfred Puck im Mixed mit Annegret Böhme. Ein Jahr später wurde Lübeck unter Pucks Mitwirkung zum einzigen Mal deutscher Mannschaftsmeister.

## Sportliche Erfolge
| Saison    | Veranstaltung                                      | Disziplin    | Platz | Name |
| --------- | -------------------------------------------------- | ------------ | ----- | --- |
| 1959      | Schleswig-Holsteinische Einzelmeisterschaft Jugend | Herrendoppel | 1     | Jürgen Jipp / Manfred Puck (VfB Lübeck)                                                                                           |
| 1959      | Schleswig-Holsteinische Einzelmeisterschaft Jugend | Mixed        | 1     | Annegret Böhme / Manfred Puck (VfB Lübeck)                                                                                        |
| 1959/1960 | Deutsche Einzelmeisterschaft                       | Herrendoppel | 3     | Jürgen Jipp / Manfred Puck (VfB Lübeck)                                                                                           |
| 1959/1960 | Deutsche Mannschaftsmeisterschaft                  | Mannschaft   | 2     | VfB Lübeck (Jürgen Jipp, Manfred Puck, Willy Suhrbier, Ulrich Adler, Bärbel Wichmann, Anneli Hennen)                              |
| 1960      | Schleswig-Holsteinische Einzelmeisterschaften      | Herrendoppel | 1     | Jürgen Jipp / Manfred Puck (VfB Lübeck)                                                                                           |
| 1960/1961 | Deutsche Einzelmeisterschaft                       | Herrendoppel | 1     | Jürgen Jipp / Manfred Puck (VfB Lübeck)                                                                                           |
| 1960/1961 | Deutsche Mannschaftsmeisterschaft                  | Mannschaft   | 2     | VfB Lübeck (Jürgen Jipp, Manfred Puck, Willy Suhrbier, Ulrich Adler, Bärbel Wichmann, Anneli Hennen)                              |
| 1961      | Schleswig-Holsteinische Einzelmeisterschaften      | Herrendoppel | 1     | Jürgen Jipp / Manfred Puck (VfB Lübeck)                                                                                           |
| 1961/1962 | Deutsche Mannschaftsmeisterschaft                  | Mannschaft   | 2     | VfB Lübeck (Jürgen Jipp, Ulrich Adler, Uwe Schicktanz, Ulrich Adler, Willy Suhrbier, Manfred Puck, Anneli Hennen, Annegret Böhme) |
| 1961/1962 | Deutsche Einzelmeisterschaft                       | Mixed        | 1     | Manfred Puck / Annegret Böhme (VfB Lübeck)                                                                                        |
| 1962      | Schleswig-Holsteinische Einzelmeisterschaften      | Herrendoppel | 1     | Jürgen Jipp / Manfred Puck (VfB Lübeck)                                                                                           |
| 1962/1963 | Deutsche Einzelmeisterschaft                       | Herrendoppel | 2     | Jürgen Jipp / Manfred Puck (VfB Lübeck)                                                                                           |
| 1962/1963 | Deutsche Mannschaftsmeisterschaft                  | Mannschaft   | 1     | VfB Lübeck (Jürgen Jipp, Ulrich Adler, Uwe Schicktanz, Manfred Puck, Anneli Hennen, Bärbel Wichmann)                              |
| 1963      | Schleswig-Holsteinische Einzelmeisterschaft Jugend | Herrendoppel | 1     | Gunter Brockmann / Rüdiger Puck (VfB Lübeck)                                                                                      |
| 1963      | Schleswig-Holsteinische Einzelmeisterschaften      | Herrendoppel | 1     | Jürgen Jipp / Manfred Puck (VfB Lübeck)                                                                                           |
| 1963/1964 | Deutsche Einzelmeisterschaft                       | Herrendoppel | 2     | Jürgen Jipp / Manfred Puck (VfB Lübeck)                                                                                           |
| 1964      | Schleswig-Holsteinische Einzelmeisterschaften      | Mixed        | 1     | Hannelore Kletke / Manfred Puck (VfB Lübeck)                                                                                      |
| 1964      | Schleswig-Holsteinische Einzelmeisterschaften      | Herrendoppel | 1     | Jürgen Jipp / Manfred Puck (VfB Lübeck)                                                                                           |
| 1964/1965 | Deutsche Einzelmeisterschaft                       | Herrendoppel | 3     | Jürgen Jipp / Manfred Puck (VfB Lübeck)                                                                                           |
| 1965      | Schleswig-Holsteinische Einzelmeisterschaften      | Mixed        | 1     | Annelie Hennen / Manfred Puck (VfB Lübeck)                                                                                        |
| 1965      | Schleswig-Holsteinische Einzelmeisterschaften      | Herrendoppel | 1     | Jürgen Jipp / Manfred Puck (VfB Lübeck)                                                                                           |
| 1966/1967 | Deutsche Mannschaftsmeisterschaft                  | Mannschaft   | 3     | VfB Lübeck (Jürgen Jipp, Manfred Puck, …)                                                                                         |
| 1970      | Schleswig-Holsteinische Einzelmeisterschaften      | Herrendoppel | 1     | Manfred Puck / Peter Welling (VfB Lübeck)                                                                                         |
| 1972      | Schleswig-Holsteinische Einzelmeisterschaften      | Herreneinzel | 1     | Manfred Puck (VfB Lübeck) |
| 1973      | Schleswig-Holsteinische Einzelmeisterschaften      | Herrendoppel | 1     | Jürgen Jipp / Manfred Puck (VfB Lübeck)                                                                                           |
| 1974      | Schleswig-Holsteinische Einzelmeisterschaften      | Mixed        | 1     | Brigitte Matthews / Manfred Puck (VfB Lübeck)                                                                                     |
| 1974      | Schleswig-Holsteinische Einzelmeisterschaften      | Herrendoppel | 1     | Dieter Groß / Matthias Puck (VfB Lübeck)                                                                                          |
| 1976      | Schleswig-Holsteinische Einzelmeisterschaften      | Herreneinzel | 1     | Manfred Puck (VfB Lübeck) |
| 1976      | Schleswig-Holsteinische Einzelmeisterschaften      | Mixed        | 1     | Brigitte Matthews / Manfred Puck (VfB Lübeck)                                                                                     |
| 1977      | Schleswig-Holsteinische Einzelmeisterschaften      | Mixed        | 1     | Brigitte Matthews / Manfred Puck (VfB Lübeck)                                                                                     |
| 1979      | Schleswig-Holsteinische Einzelmeisterschaften      | Herreneinzel | 1     | Manfred Puck (VfB Lübeck) |